# Ситт, Антон (скрипичный мастер)
Антон Ситт или Зитт (чеш. Antonín Sitt, венг. Anton Szytt; 5 февраля 1819, Вал, комитат Фейер, Австрийская империя — 19 ноября 1878, Прага, Австро-Венгрия) — чешский скрипичный мастер. Отец дирижёра Ганса Зитта, скрипача Антона Ситта (младшего) и певицы Марии Петцольд.
Учился своему ремеслу в Пеште, работал в мастерских Антона Гофмана в Вене, Людвига Бауша в Лейпциге, Иоганна Баптиста Швейцера в Будапеште. В 1848 году обосновался в Праге, работал у Яна Кулика, женился на его дочери. Высоко ценились инструменты, изготовленные Ситтом по образцам старых итальянских мастеров (Страдивари, Гварнери, Амати).